# George Erskine

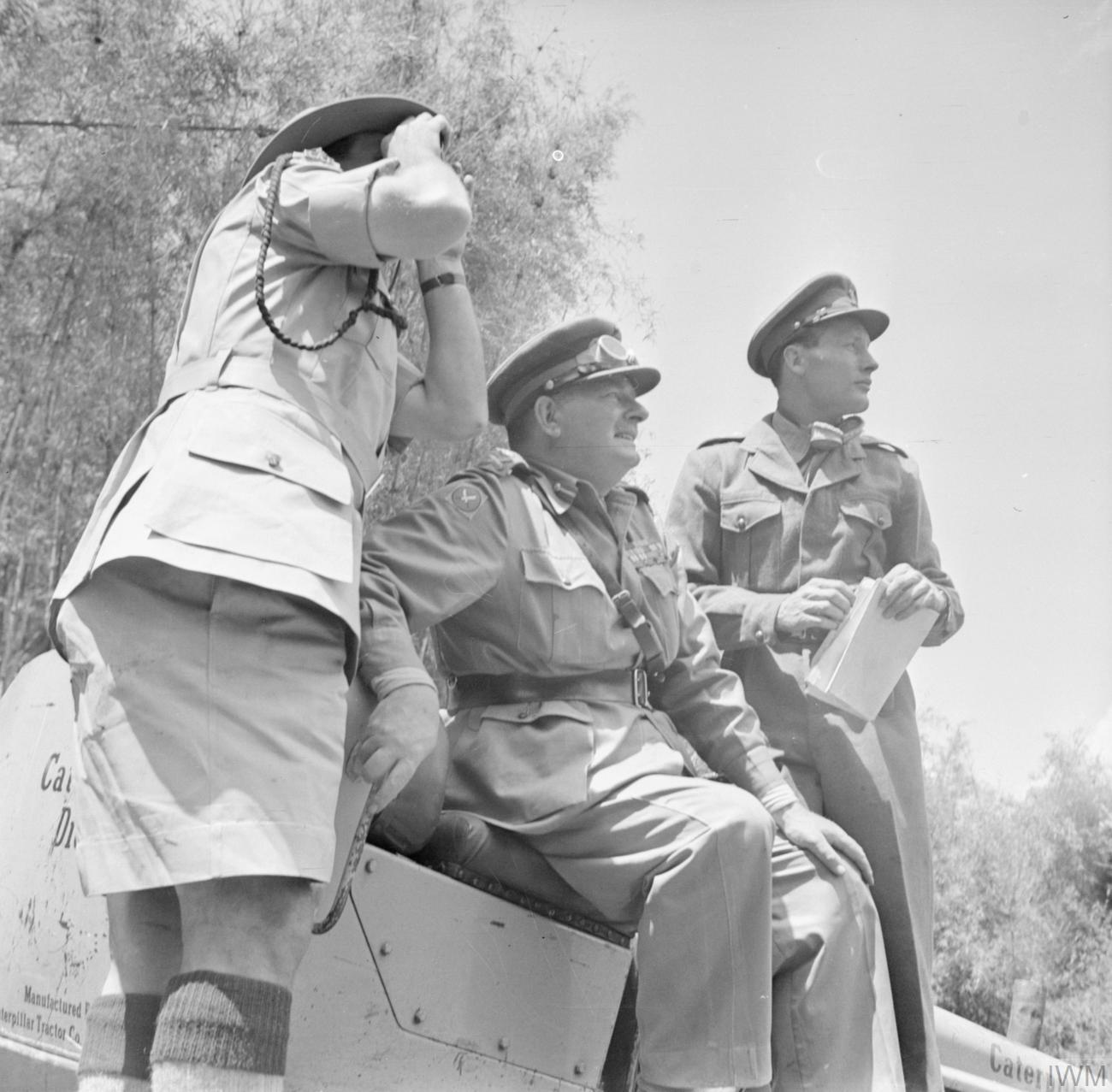
Generalleutnant George Erskine (Mitte) während des Mau-Mau-Krieges 1953.

Sir George „Bobby“ Watkin Eben James Erskine, GCB, KBE, DSO (* 23. August 1899 in Hascombe, Surrey, England; † 29. August 1965 in Rusper, West Sussex, England) war ein britischer Offizier der British Army, der unter anderem als General zwischen 1953 und 1955 Oberkommandierender des Ostafrika-Kommandos sowie von 1955 bis 1958 Oberkommandierender des Heereskommandos Süd war. Er war darüber hinaus zwischen 1958 und 1964 Vizegouverneur von Jersey.

## Leben

### Offiziersausbildung, Erster und Zweiter Weltkrieg
George „Bobby“ Watkin Eben James Erskine war der jüngste von drei Söhnen von Generalmajor George Elphinstone Erskine und der einzige Sohn aus dessen Ehe mit Eva Constance Sarah Edwards. Aus der ersten Ehe seines Vaters mit Blanche Cates stammten seine mehr als dreißig Jahre älteren Stiefbrüder Oberstleutnant Keith Erskine und Hauptmann Charles Ellis Hay Erskine, die beide als Offiziere in der Britisch-Indischen Armee dienten. Durch den Tod seines Vaters am 12. September 1912 wurde er als Dreizehnjähriger Halbwaise. Nach dem Besuch der elitären traditionsreichen Charterhouse School absolvierte er eine Offiziersausbildung am Royal Military College Sandhurst. Nach deren Beendung trat er 1918 als Leutnant (Second Lieutenant) in das Schützenregiment King’s Royal Rifle Corps ein und nahm noch für einige Zeit am Ersten Weltkrieg an der Westfront in Frankreich und Belgien teil. In der Folgezeit fand er verschiedene Verwendungen als Offizier und nach dem Besuch des Staff College Camberley von 1929 bis 1930 auch als Stabsoffizier. Er war zwischen 1937 und 1939 stellvertretender Adjutant und Generalquartiermeister (Deputy Adjutant & Quartermaster-General) des Heereskommandos Ost (Eastern Command) und daraufhin für kurze Zeit Erster Generalstabsoffizier der 1. Londoner Division (1st London Division).
Zu Beginn des Zweiten Weltkrieges war Erskine zwischen 1940 und 1941 Kommandeur (Commanding Officer) des 2. Bataillons des King’s Royal Rifle Corps sowie daraufhin vom 9. Januar 1941 bis zum 6. Februar 1942 Kommandeur der 69. Brigade (69th Infantry Brigade), die in Zypern, im Mittleren Osten sowie in Nordafrika zum Einsatz kam. 1942 war er Brigadier im Generalstab des ebenfalls in Nordafrika eingesetzten XIII. Korps (XIII Corps) und wurde für seine Verdienste 1942 mit dem Distinguished Service Order (DSO) sowie 1943 als Companion des Order of the Bath (CB) ausgezeichnet. Im Anschluss fungierte er als Generalmajor (Major-General) vom 24. Januar 1943 bis zum 4. August 1944 als Kommandierender General (General Officer Commanding) der 7. Panzerdivision (7th Armoured Division), die in Nordafrika, Italien und Nordwesteuropa eingesetzt war. In dieser Zeit nahm er zuletzt an der Operation Overlord teil, der alliierten Landung in der Normandie. 1944 wurde er schließlich Vertreter des Obersten Hauptquartiers der Alliierten Expeditionsstreitkräfte SHAEF (Supreme Headquarters Allied Expeditionary Force) in Belgien. Während des Zweiten Weltkrieges wurde er dreimal aufgrund seiner militärischen Leistungen im Kriegsbericht erwähnt (Mentioned in dispatches).

### Nachkriegszeit und Aufstieg zum General
Nach Kriegsende war Bobby Erskine kurze Zeit stellvertretender Chef des Stabes des Alliierten Kontrollrates für Deutschland. Er löste danach als Generalmajor (Major-General) im September 1945 Generalmajor Gwilym Ivor Thomas als Kommandierender General (General Officer Commanding) der 43. Wessex-Infanteriediivision (43rd (Wessex) Infantry Division) ab und verblieb auf diesem Posten bis zu seiner Ablösung durch Generalmajor John Churcher im Januar 1946. Als Nachfolger von Generalmajor Francis Festing übernahm er im Dezember 1946 den Posten als Kommandierender General der Landstreitkräfte in Hongkong (General Officer Commanding Land Forces, Hong Kong) und bekleidete diesen bis Juni 1948, woraufhin Generalmajor Francis Matthews seine dortige Nachfolge antrat. Bereits vor seiner Rückkehr wurde er im April 1948 Generaldirektor der Territorialarmee (Director-General Territorial Army) und hatte dieses Amt bis Januar 1949 inne.
George Erskine wurde als Generalleutnant (Lieutenant-General) im Januar 1949 Nachfolger von Generalleutnant Richard Gale als Kommandierender General der britischen Truppen in Ägypten (General Officer Commanding British Troops in Egypt) und verblieb in dieser Funktion bis April 1952, woraufhin Generalleutnant Francis Festing seine Nachfolge antrat. In dieser Zeit wurde er am 2. Januar 1950 zum Knight Commander des Order of the British Empire (KBE) geschlagen, so dass er fortan den Namenszusatz „Sir“ führte. Darüber hinaus wurde er am 5. Juni 1952 auch zum Knight Commander des Order of the Bath (KCB) geschlagen. Nach seiner Rückkehr wurde er im Mai 1952 Nachfolger von Generalleutnant Gerald Templer als Oberkommandierender des in Hounslow stationierten Heereskommandos Ost (Eastern Command). Er hatte dieses Kommando bis Juni 1953 inne und wurde danach von Generalleutnant Geoffrey Bourne abgelöst.
Danach wurde Bobby Erskine General und löste im Juni 1953 Generalleutnant Alexander Maurice Cameron als Oberkommandierender des Ostafrika-Kommandos (Commander in Chief East Africa Command). In dieser Funktion war er bis Mai 1955 und wurde daraufhin von Generalleutnant Gerald Lathbury abgelöst. Seine dortige Zeit war vom Mau-Mau-Krieg geprägt, ein von 1952 bis 1960 dauernder Kampf der antikolonialen Unabhängigkeitsbewegung Mau-Mau in der Kolonie Kenia gegen die Herrschaft der weißen Siedler und der Kolonialmacht Großbritannien. Am 9. Juni 1955 wurde er auch zum Knight Grand Cross des Order of the Bath (GCB) erhoben. Nach seiner Rückkehr löste er schließlich im November 1955 Generalleutnant Ernest Down als Oberkommandierender des Heereskommandos Süd (General Officer Commanding in Chief Southern Command) ab und hatte dieses Amt bis zu seiner Ablösung durch Generalleutnant Nigel Poett drei Jahre lang bis November 1958 inne. Zugleich war er zwischen 1955 und 1958 auch Adjutant (Aide-de-camp) von Königin Elisabeth II. und trat daraufhin 1958 in den Ruhestand.

### Vizegouverneur von Jersey und Familie
Am 15. November 1958 wurde General Sir George Erskine Vizegouverneur und Oberkommandierender von Jersey und damit Nachfolger von Admiral Sir Gresham Nicholson. Er hatte dieses Amt als Vertreter der britischen Monarchin bis zum 15. Januar 1964 inne und wurde daraufhin von Vizeadmiral Sir Michael Villiers abgelöst. 1959 wurde er des Weiteren Knight of Justice des Order of Saint John (KStJ).
George Watkin Eben James Erskine war seit dem 30. Januar 1930 mit Ruby de la Rue verheiratet, Tochter von Sir Evelyn Andros de la Rue, 2. Baronet de la Rue, of Cadogan Square, Chelsea, London, und dessen Ehefrau Mary Violet Francklin. Aus dieser Ehe stammten die beiden Söhne Major Philip Neil Erskine und Robert Keith Erskine sowie die Tochter Polly Elizabeth Erskine.